# Disa Östrand
Disa Johanna Östrand, född 19 februari 1986, är en svensk skådespelare.

## Biografi
Östrand debuterade 2005 i kortfilmen Varmt och salt och medverkade därefter i kortfilmerna Jag vill ha allt och Deception. Sin första större roll gjorde hon som Eva i Känn ingen sorg.
Hon har ett förhållande och en son tillsammans med skådespelaren Alexander Salzberger.

## Filmografi
- 2005 – Varmt och salt
- 2012 – Jag vill ha allt
- 2012 – Deception
- 2013 – Känn ingen sorg
- 2014 – Smink
- 2015 – Arne Dahl: Himmelsöga (TV-serie)
- 2016 – 30 grader i februari (TV-serie)
- 2019 – Balkan Noir
- 2020 – Lyckoviken (TV-serie)
- 2022 – Året jag slutade prestera och började onanera

## Teater

### Roller (ej komplett)
| År   | Roll               | Produktion                       | Regi                 | Teater   |
| ---- | ------------------ | -------------------------------- | -------------------- | -------- |
| 2024 | Flickvännen Syster | Son och far Alexander Salzberger | Alexander Salzberger | Dramaten |